# Montgomery (West Virginia)
Montgomery is een plaats (city) in de Amerikaanse staat West Virginia, en valt bestuurlijk gezien onder Fayette County en Kanawha County.

## Demografie
Bij de volkstelling in 2000 werd het aantal inwoners vastgesteld op 1942.
In 2006 is het aantal inwoners door het United States Census Bureau geschat op 1926, een daling van 16 (-0,8%).

## Geografie
Volgens het United States Census Bureau beslaat de plaats een oppervlakte van
4,1 km², geheel bestaande uit land. Montgomery ligt op ongeveer 194 m boven zeeniveau.

## Plaatsen in de nabije omgeving
De onderstaande figuur toont nabijgelegen plaatsen in een straal van 12 km rond Montgomery.